# Polymixis sahariensis
Polymixis sahariensis là một loài bướm đêm trong họ Noctuidae.